# هلموت اشون
هلموت اشون (آلمانی: Helmuth Schwenn; ۲۷ ژانویهٔ ۱۹۱۳ – ۱۶ ژوئیهٔ ۱۹۸۳) بازیکن واترپلو اهل آلمان بود.